# 名古屋国際ホテル
名古屋国際ホテル（なごやこくさいホテル、英: International hotel Nagoya）は、愛知県名古屋市中区錦3丁目23-3にあったシティホテルである。また、名古屋国際ホテル株式会社は、これを運営する企業で、ワシントンホテル株式会社の完全子会社である。

## 概要
百貨店丸栄が前身の一つ十一屋の店舗跡に開設した栄町ビルの中にあるシティホテルで1964年（昭和39年）4月に開業した。
その後、別館として開設したビジネスホテルのワシントンホテルがその合理性で生み出した安さを武器に藤田観光と提携して全国チェーン化し、会社名はワシントンホテルと変わったが、本店格のこのホテルはシティホテルとしての格式を保つため名古屋国際ホテルを名乗っていた。現法人は、2009年（平成21年）にワシントンホテルから分社化されたものである。
丸栄の親会社である興和は名古屋国際ホテルが入る栄町ビル、ニューサカエビルも耐震性などから2020年（令和2年）までに取り壊し更地にする方針。興和は百貨店丸栄を閉店する方針を固め、建物を解体し、2020年（令和2年）をめどに商業施設をオープンする予定。丸栄の屋号を残すかは未定。事業費は2,000億円規模の見通し。2020年（令和2年）9月30日、入居するビルが取り壊し予定で、賃貸借契約満了を待って営業終了した。
2020年（令和2年）11月30日に開催した株主総会にて解散を決議し、特別清算への準備に入った。2021年（令和3年）5月6日、法人格消滅。
2021年（令和3年）9月30日、栄町ビルは閉館した。その後、2023年（令和5年）1月からは解体工事が開始、同年6月1日には地下通りが閉鎖された。
なお、「名古屋国際ホテル」「INTERNATIONAL HOTEL NAGOYA」はワシントンホテル社が商標登録している（それぞれ第3048541号・第3048542号）。

## ギャラリー

### 栄町ビル

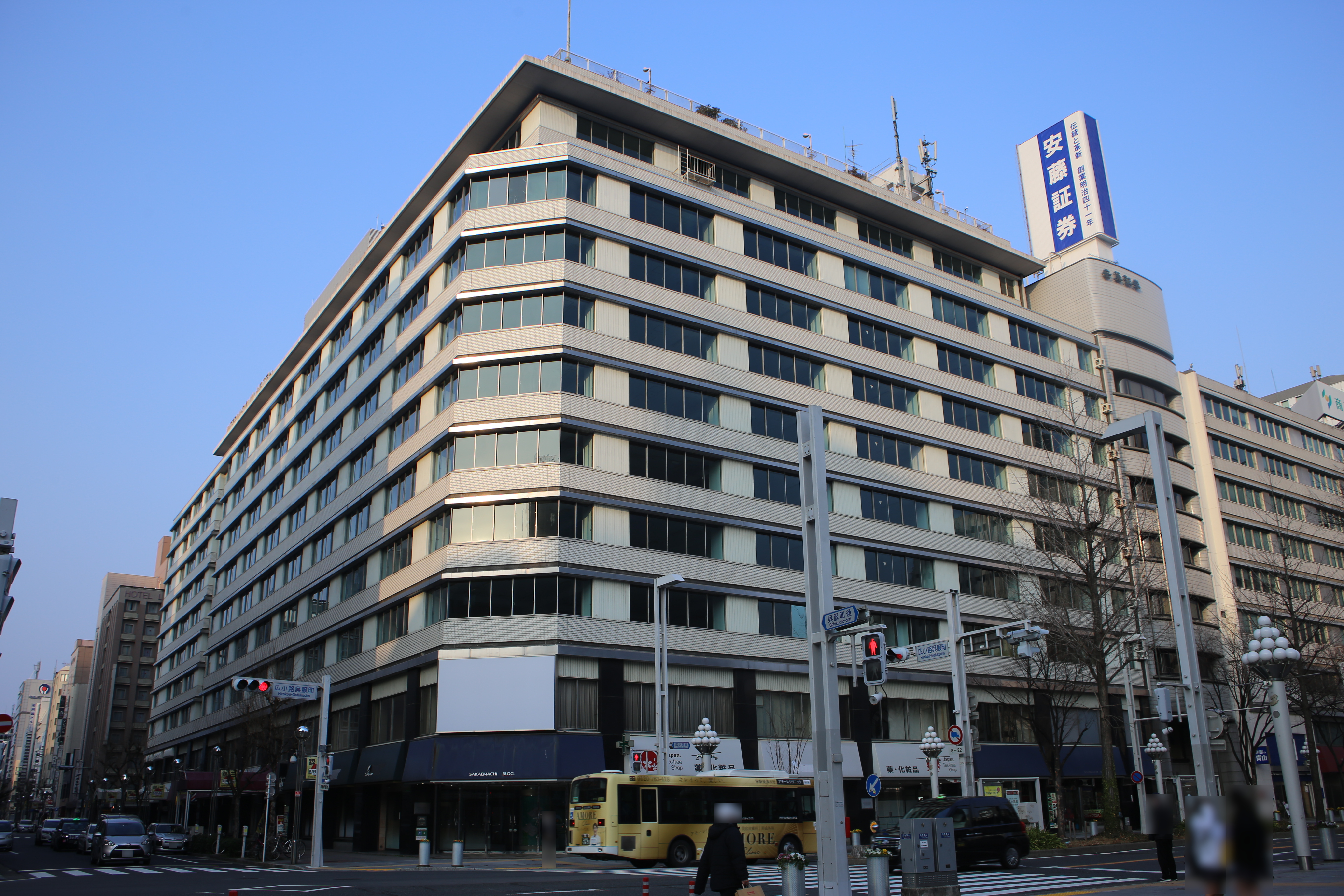
栄町ビルの建物
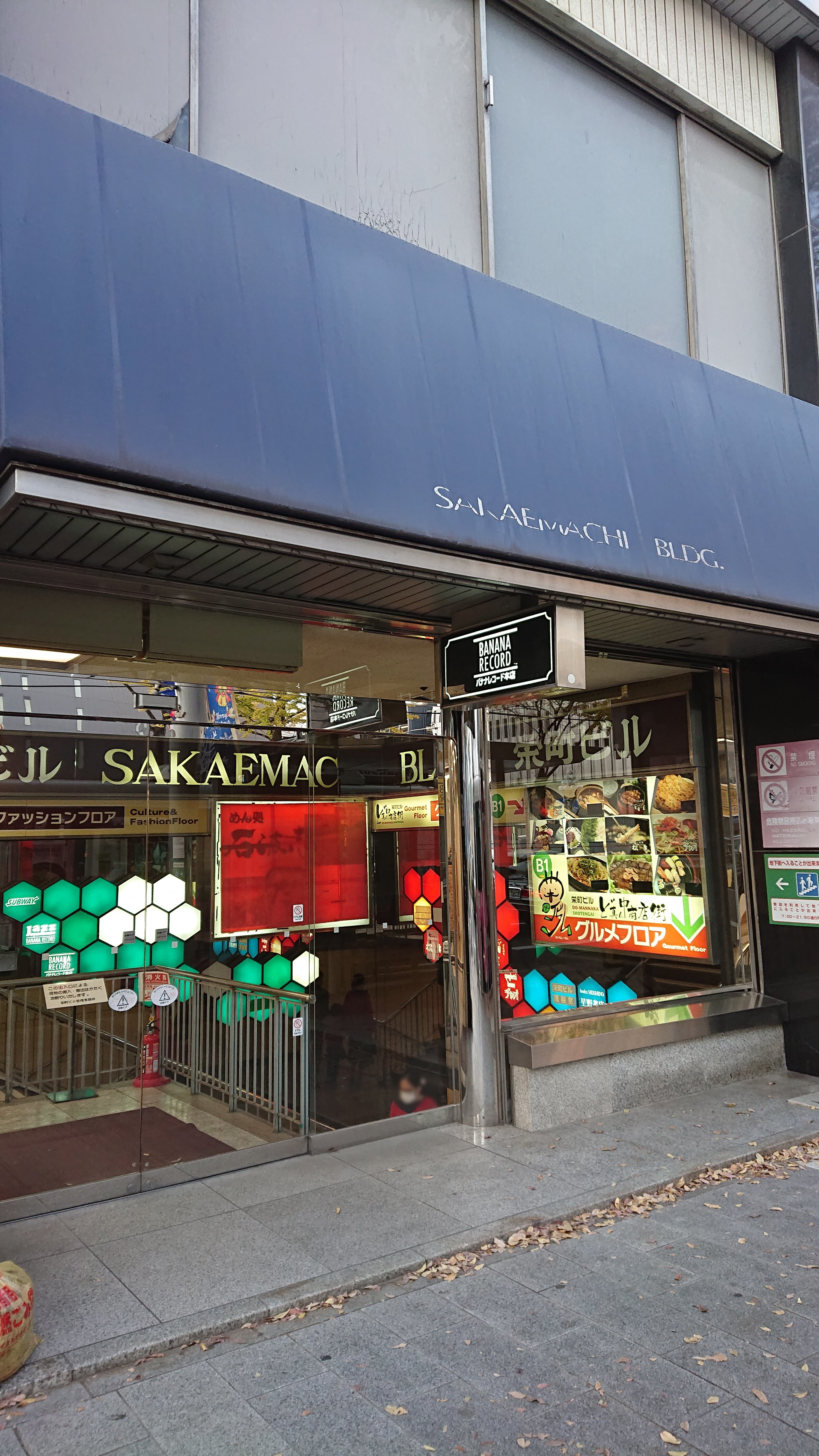
地下通り
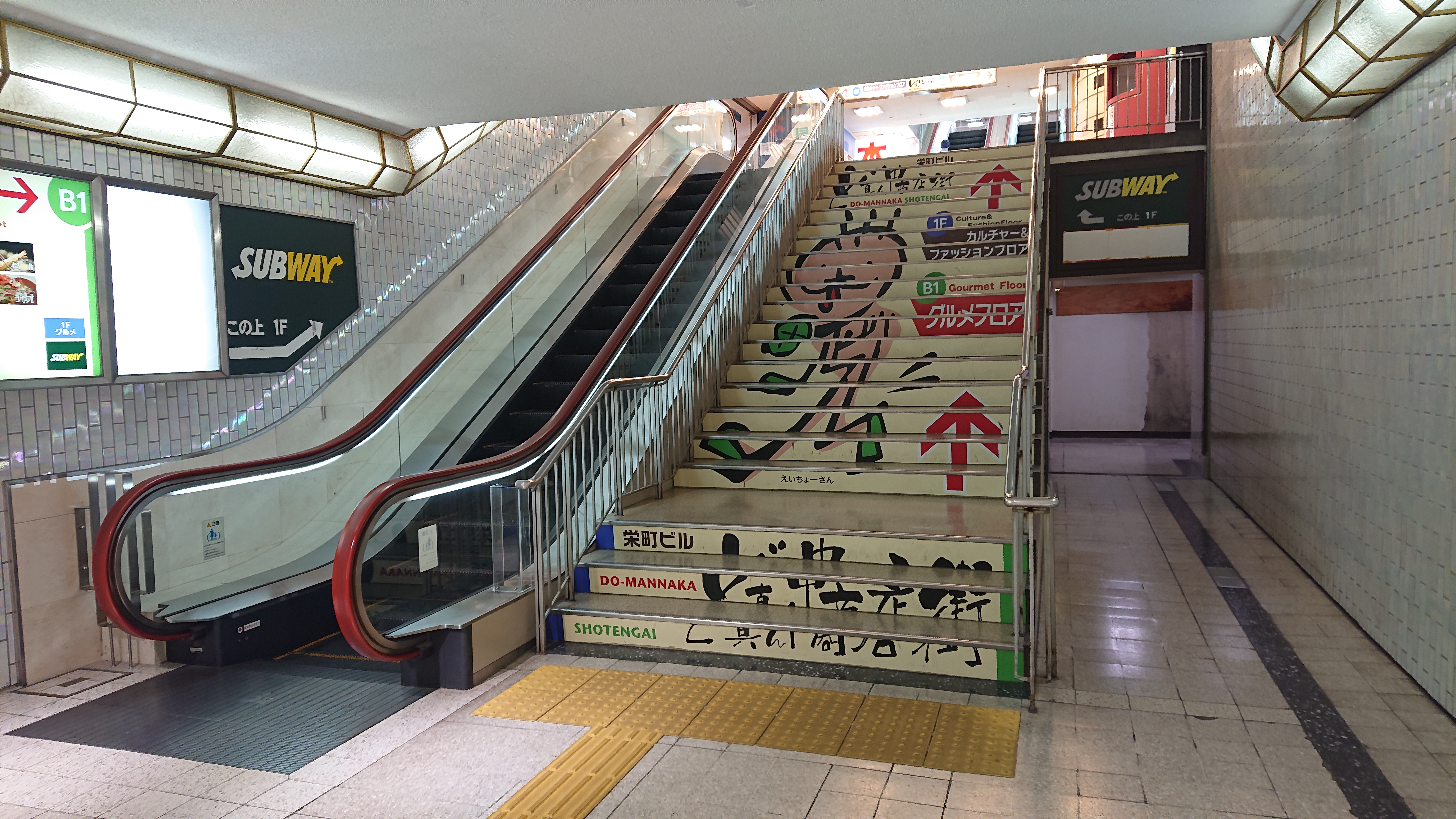
地下通りの階段
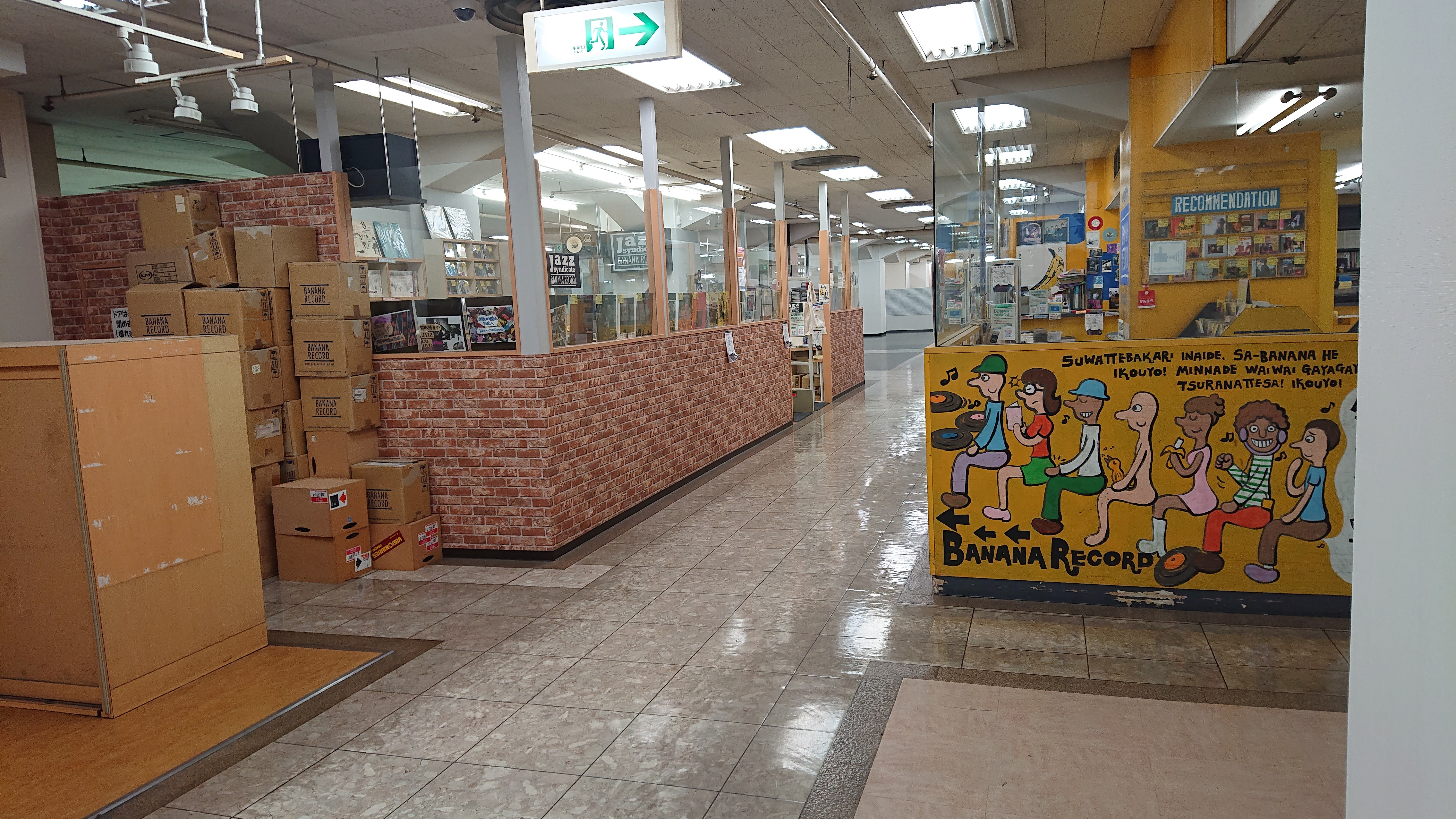
1階でのテナント
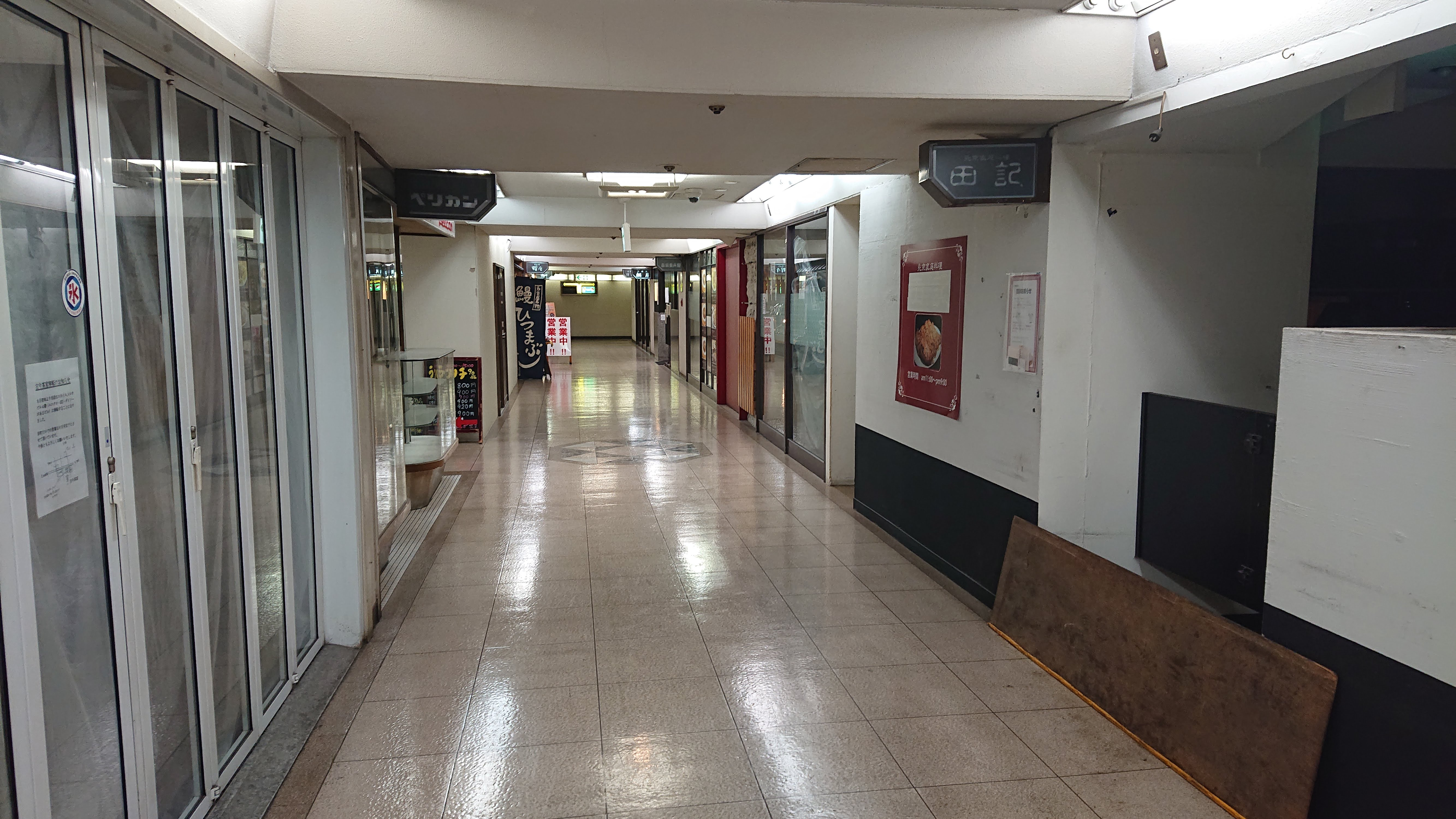
地下街でのテナント
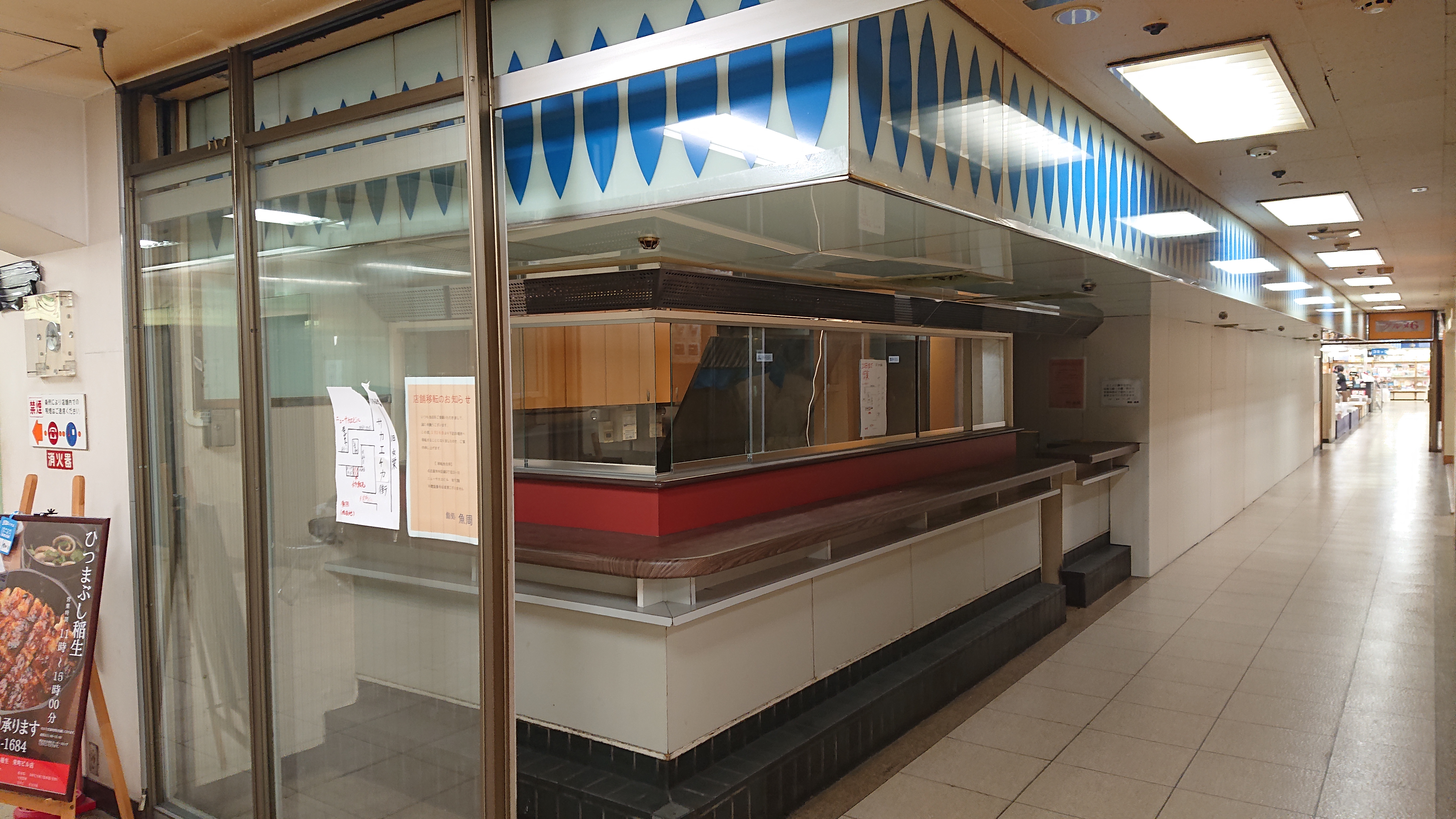
かつて営業していたテナント
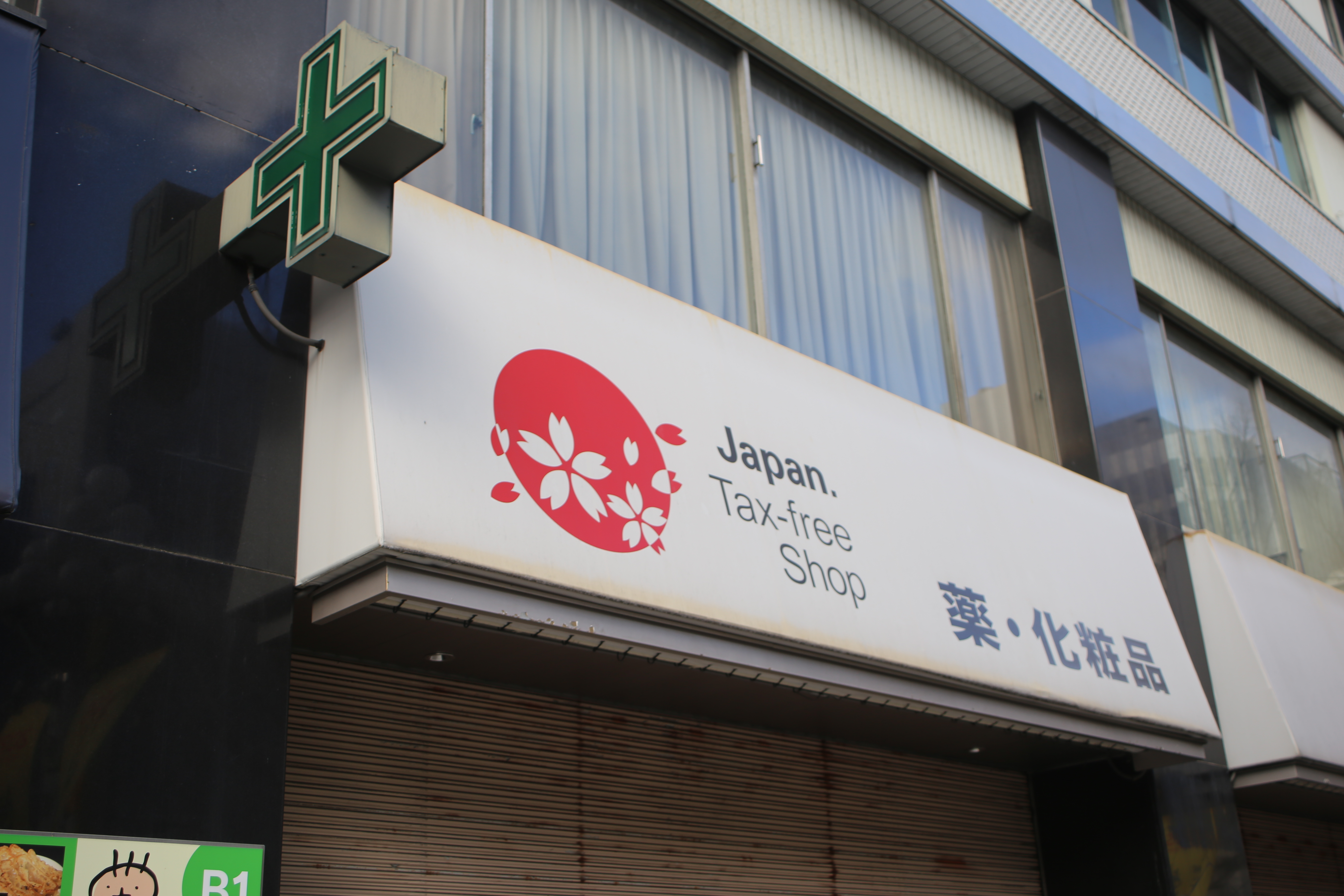
閉店した店
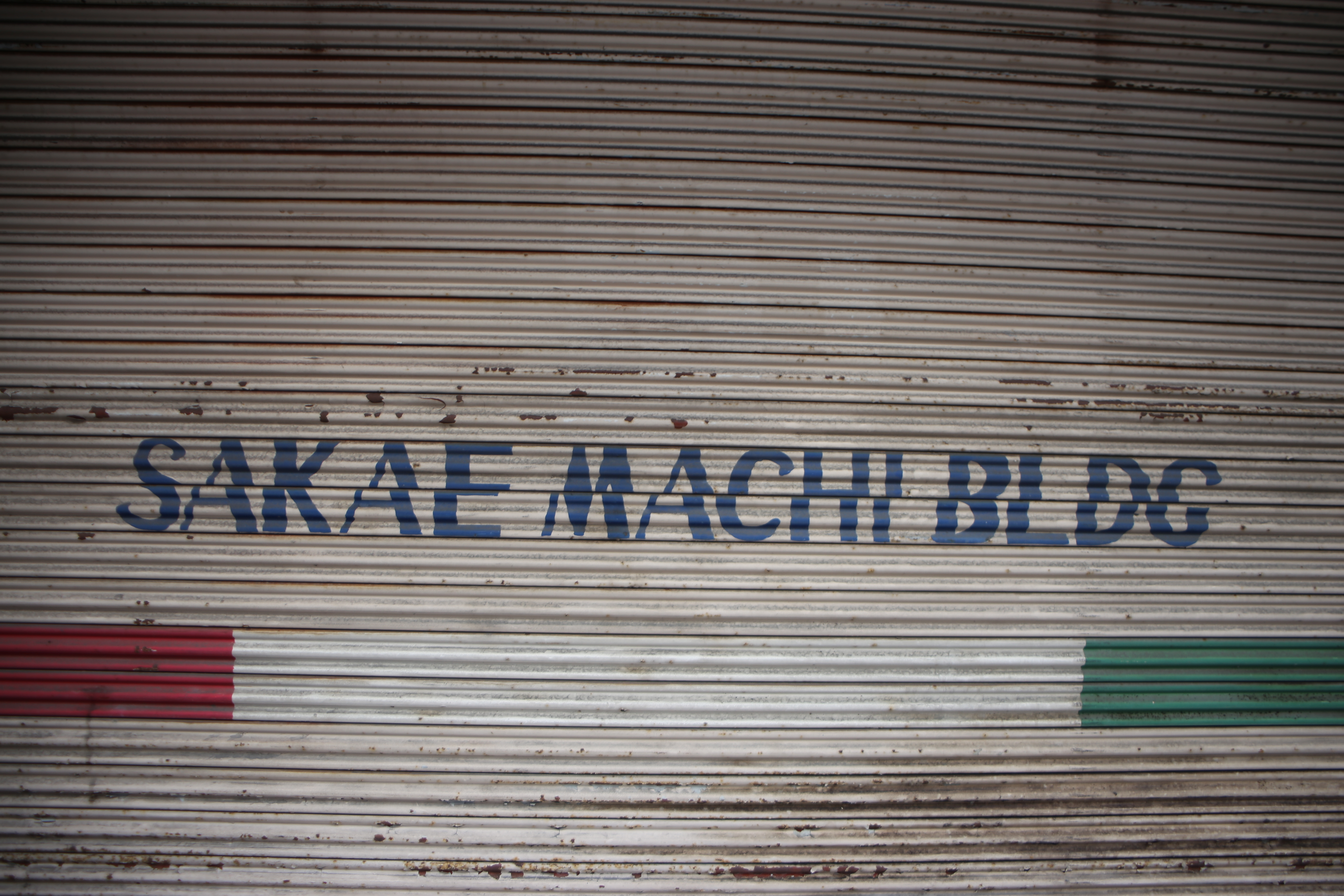
ビルのシャッター

## 所在地
- 愛知県名古屋市中区錦3丁目23-3

## 交通アクセス
- 名古屋市営地下鉄東山線・名城線「栄駅」から徒歩で約2分。